# Pachypodium sofiense
Pachypodium sofiense är en oleanderväxtart som först beskrevs av Henri Louis Poisson, och fick sitt nu gällande namn av Joseph Marie Henry Alfred Perrier de la Bâthie. Pachypodium sofiense ingår i släktet Pachypodium och familjen oleanderväxter. Inga underarter finns listade i Catalogue of Life.